# Ания Фаустина (дъщеря на Умидия Корнифиция Фаустина)
Ания Фаустина (на латински: Annia Faustina; * 165 г., Писидия; † 218 г.) е римска аристократка от Мала Азия, роднина на римския император Марк Аврелий.

## Биография
Дъщеря е на сенатор и Умидия Корнифиция Фаустина, дъщеря на Гай Умидий Квадрат Аниан Вер (суфектконсул 146 г.) и Ания Корнифиция Фаустина, която е сестра на император Марк Аврелий. Родена е в Писидия в южната част на Мала Азия (дн. Анталия, Турция). Майка ѝ е заточена на Капри и убита през 182 г. по нареждане на първия ѝ братовчед по майчина линия Комод.
След 200 г. Ания се омъжва за втория си братовчед по майчина линия сенатора Тиберий Клавдий Север Прокул, син на Гней Клавдий Север (консул 173 г.) и на принцеса Ания Аврелия Галерия Фаустина, дъщеря на император Марк Аврелий и Фаустина Млада. Двамата имат само една дъщеря Ания Аврелия Фаустина (* 201 г.), която става през 221 г. трета съпруга на император Елагабал.